# リーメスハイン
リーメスハイン (ドイツ語: Limeshain) は、ドイツ連邦共和国ヘッセン州ヴェッテラウ郡に属す町村（以下、本項では便宜上「町」と記述する）である。町役場および町議会はヒムバッハ地区にある。

## 地理

### 自治体の構成
リーメスハインは、ハインヒェン、ヒムバッハ、ロンメルハウゼンの各地区からなる。

### 隣接する市町村
リーメスハインは、西と北はアルテンシュタット、東はビューディンゲン（ともにヴェッテラウ郡）、南はハンマースバッハ、南西はニッデラウ（ともにマイン＝キンツィヒ郡）と境を接している。

## 歴史
ロンメルハウゼン村は、930年に Ruommothusen として初めて文献に記録されている。ヒムバッハの最初の記録は、1057年のハインリヒ4世の文書になされている。ハインヒェンは、1367年に初めて Zu dem Hain として記録されている。ハインヒェンは当時、ヒムバッハと同様、エッカーツハウゼン裁判区に属した。
異なる地方議会管区に属していたこれら3つの村は、1874年からビューディンゲン郡に属すこととなった。1972年8月1日にビューディンゲン郡は廃止され、リーメスハインの町はヴェッテラウ郡に編入された。

### 町村合併
リーメスハインは、1971年12月31日にそれまで独立した町村であったハインヒェン、ヒムバッハ、ロンメルハウゼンが合併して成立した。

## 行政

### 町議会
2011年3月27日の選挙以降、リーメスハインの町議会は、27議席で構成されている。

### 首長
2002年から町長を務めるアドルフ・ルートヴィヒ (SPD) は、2014年1月19日の選挙では対立候補がなく、89.5 % の信任票を得て、3期目の任期を得た。この選挙の投票率は 35.3 % であった。

## 文化と見所

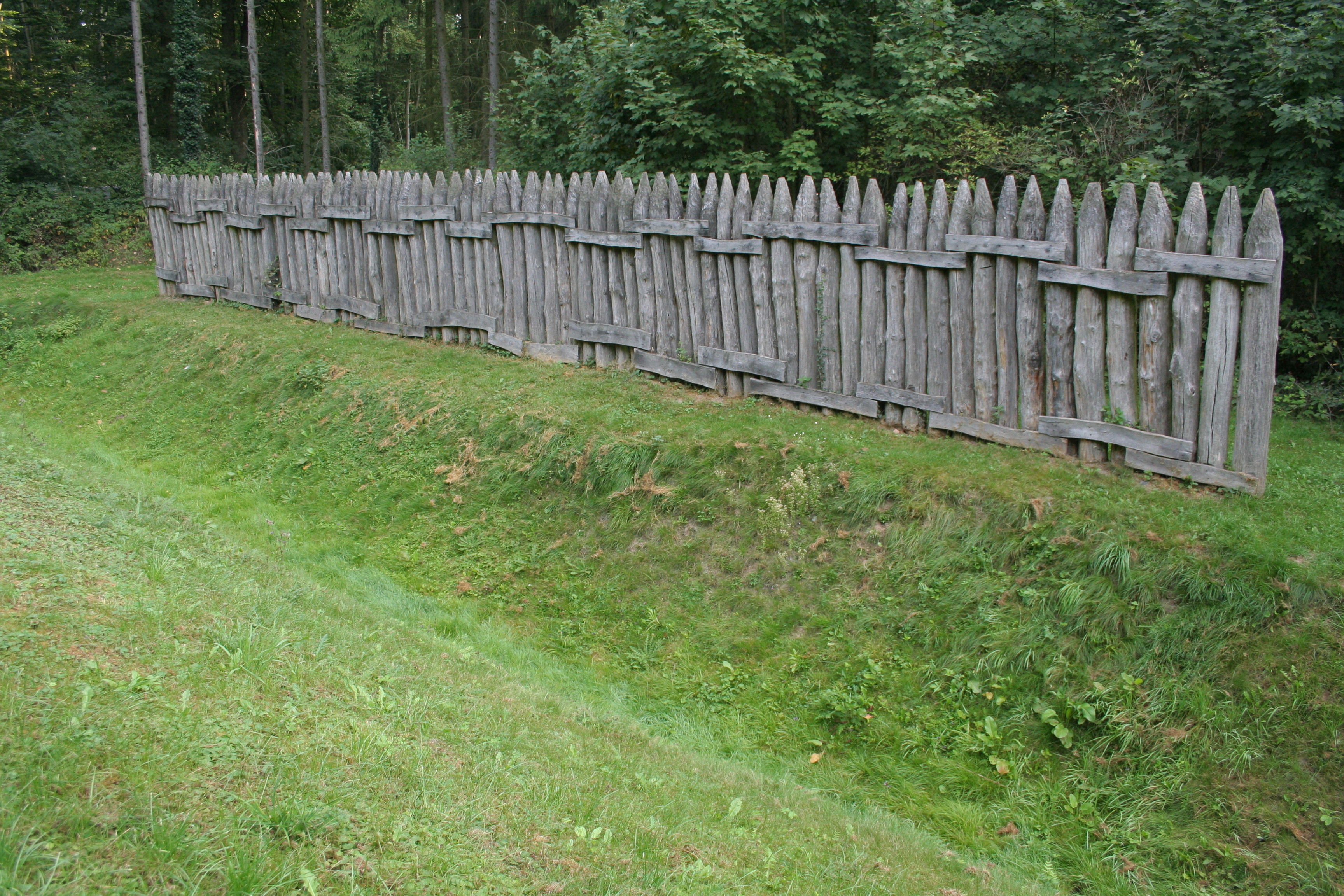
復元されたリーメスの木柵

ローマ時代から紀元後260年頃まで城塞と監視塔を持ち国境をなしていたオーバーゲルマニシュ＝レティシャー・リーメスが町内を通っていた。ロンメルハウゼン近郊の「アウフ・デム・ブーフコプフ」の小城もその一部である。現在でもその防衛施設の痕跡が見られる場所がロンメルハウゼンの西から南にかけて存在しており、その目的のために整備された遊歩道でたどることができる。
リーメスの一部、復元された 25 m の区間は、200年頃の状態を再現している。復元は、考古学・自然科学学習遊歩道と関連して、元町長クラウス・ヒューンの在職中のアイデアに基づいてなされた。その少し南側に、監視ポスト 4/103「エッカーツホイザー・ウンターヴァルト」の石造塔が2013年に復元された。

## 引用
1. ↑  Hessisches Statistisches Landesamt: Bevölkerung in Hessen am 31.12.2023 (Landkreise, kreisfreie Städte und Gemeinden, Einwohnerzahlen auf Grundlage des Zensus 2011)]
2. ↑  Statistisches Bundesamt (Hrsg.): Historisches Gemeindeverzeichnis für die Bundesrepublik Deutschland. Namens-, Grenz- und Schlüsselnummernänderungen bei Gemeinden, Kreisen und Regierungsbezirken vom 27. 5. 1970 bis 31. 12. 1982. W. Kohlhammer GmbH, Stuttgart und Mainz 1983, ISBN 3-17-003263-1, p. 352.
3. ↑  ヘッセン州統計局: 2011年3月27日のリーメスハイン町議会議員選挙結果（2015年7月14日 閲覧）
4. ↑  ヘッセン州統計局: 2014年1月19日のリーメスハイン町長選挙結果（2015年7月14日 閲覧）
5. ↑  Limeshain - Der Limeswachtturm（2015年7月14日 閲覧）